# Mezinárodní letiště Si-an Sien-jang
Mezinárodní letiště Si-an Sien-jang (čínsky v českém přepisu Si-an sien-jang kuo-ťi ťi-čchang, pchin-jinem Xī'ān xiányáng guójì jīchǎng, znaky 西安咸阳国际机场, IATA: XIY, ICAO: ZLXY) je mezinárodní letiště u Si-anu, hlavního města provincie Šen-si v Čínské lidové republice. Je nejrušnějším letištěm Severozápadní Číny a v roce 2016 jím prošlo bezmála 37 miliónů cestujících, čímž bylo osmé v rámci celého státu. Leží na území městské prefektury Sien-jang, podle které se jmenuje, přibližně 13 kilometrů severovýchodně od jejího centra a 25 kilometrů severozápadně od centra Si-anu. Bylo otevřeno v roce 1991 a nahradilo starší letiště Si-an Si-kuan.

## Letecké společnosti
Jako uzlové letiště slouží pro Air Chang'an, China Eastern Airlines, Joy Air, Tianjin Airlines, Hainan Airlines, Shenzhen Airlines.

## Pozemní doprava
Do roku 2019 byla hromadná doprava k letiště pouze autobusová: Přímé autobusové linky jezdily do Si-anu a autobusové spojení měla i další města: Pao-ťi, Jang-ling, Lin-tchung, Chan-čcheng, Chan-čung, Wej-nan, Tchung-čchuan, Jen-an, Tchien-šuej, Čching-jang a Pching-liang.guje 
Od prosince 2019 funguje v rámci sianského metra Letištní linka jezdící na letiště ze Sianského severního nádraží.